# Lương Ngọc Quyến
Lương Ngọc Quyến (1885 - 1917), tên hiệu Lương Lập Nham, là một chí sĩ Việt Nam thời cận đại. Sinh thời, ông sớm chịu ảnh hưởng tư tưởng canh tân của Khang Hữu Vi và Lương Khải Siêu (Trung Quốc) rồi theo đuổi áp dụng ở Việt Nam.

## Thân thế
Quê gốc của ông là người làng Nhị Khê, huyện Thường Tín, Hà Nội ngày nay. Ông sinh ra tại Hà Nội, trong một gia đình khoa cử khá giả, là con thứ của chí sĩ Lương Văn Can.

## Hoạt động chính trị

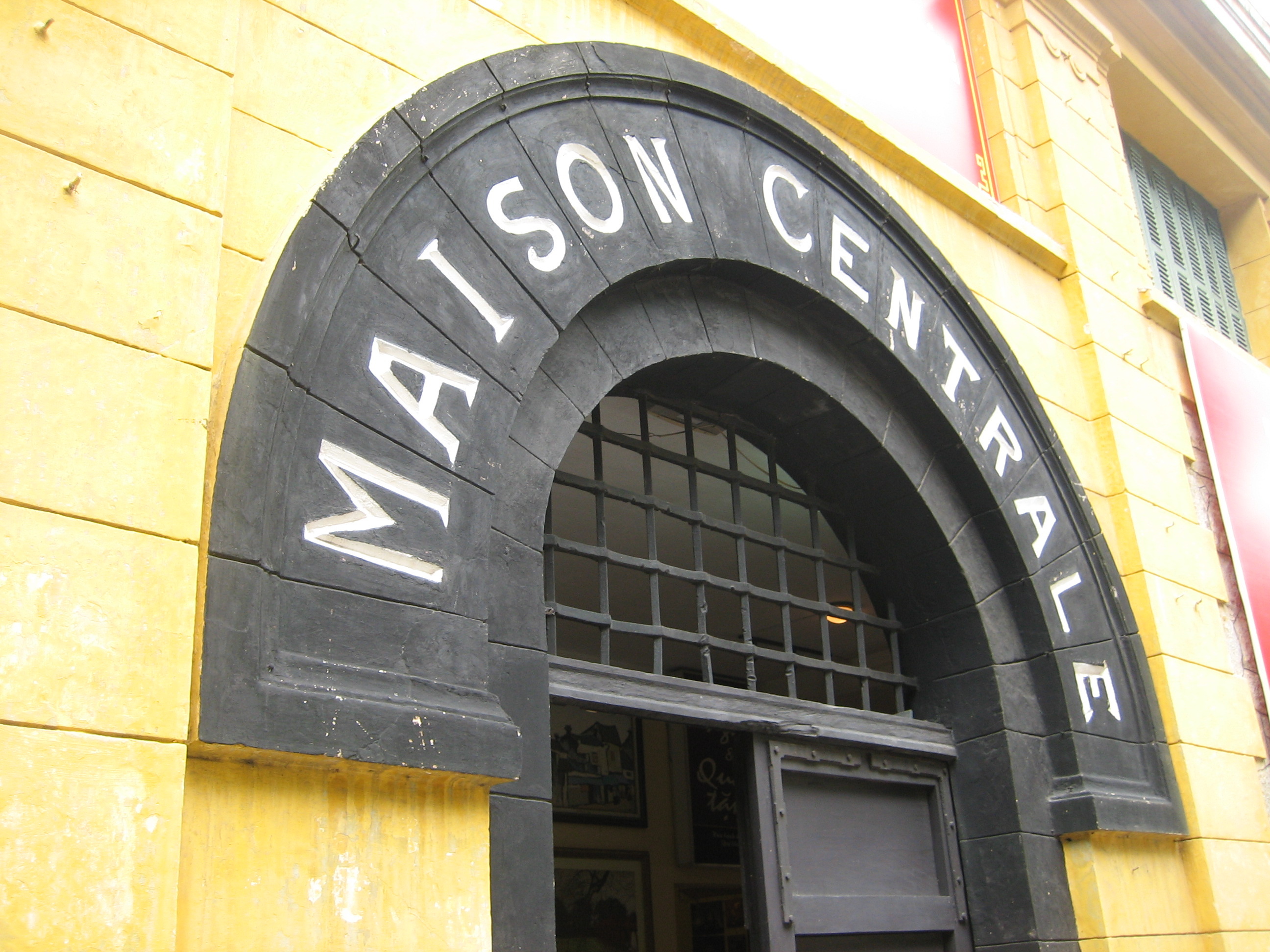
Ngục Hỏa Lò, Hà Nội nơi Lương Ngọc Quyến bị giam

Tháng 10 năm 1905, ông cùng em ruột là Lương Nhị Khanh hưởng ứng Phong trào Đông du, sang Nhật Bản du học. Ông được Phan Bội Châu gửi học ở Trường Chấn Vũ, tốt nghiệp loại ưu vào cuối 1908. Thời gian này ông tham gia vào Công hiến hội. Sau đó ông bị trục xuất, phải bỏ sang Trung Quốc theo học các trường quân sự, rồi nhận chức thiếu tá trong quân đội Trung Hoa Dân Quốc. Tháng 3- 1912, ông được bầu làm Ủy viên quân sự Bộ chấp hành Việt Nam Quang Phục Hội.
Năm 1914 Lương Ngọc Quyến về nước gây cơ sở cách mạng tại Nam Kỳ, rồi sang Thái Lan, Hồng Kông. Lương Ngọc Quyến bị mật thám Anh bắt trao cho thực dân Pháp, đưa về Việt Nam giam ở các nhà lao ở Hà Nội, Phú Thọ, Thái Nguyên. Tại đây, ông đã cùng Trịnh Văn Cấn (Đội Cấn) lãnh đạo cuộc khởi nghĩa Thái Nguyên. Vì bị cúm lâu ngày ông không đi đứng được nữa nên khi quân Pháp phản công đánh kịp, ông không chịu lên cáng rút lui mà đòi Trịnh Văn Cấn (Đội Cấn) bắn vào ngực ông để hi sinh ngày 5 tháng 9 năm 1917.

## Tên đường phố ở Việt Nam
Tên ông được dùng để đặt cho một đường phố ở Hà Nội. Đoạn đầu phố Lương Ngọc Quyến đi từ Hàng Giấy đến ngã tư Tạ Hiện và nằm trong khu tứ giác Hàng Buồm - Hàng Giầy - Tạ Hiện, thuộc đất phường Hà Khẩu, vừa là khu buôn bán, khu hoạt động của khách du lịch balô và là khu tập trung nhiều hàng ăn uống của Hà Nội. Tên ông còn được đặt cho một con phố nhỏ ở quận Hà Đông, ranh giới giữa hai quận Hà Đông và Thanh Xuân. 
Ở thành phố Thái Nguyên con đường mang tên nhà chí sĩ yêu nước Lương Ngọc Quyến bắt đầu từ ngã ba Mỏ Bạch và kết thúc tại ngã ba Bắc Nam. Đây là tuyến phố công nghệ của thành phố Thái Nguyên, nơi có các hoạt động thương mại sầm uất.
Tại thành phố Hạ Long, tên của ông được đặt cho phố tại phường Hồng Hà.
Tại quận 8 có đường Lương Ngọc Quyến từ Bến Bình Đông qua Tùng Thiện Vương, tại phường 12-14 quận 8.
Tên ông còn được đặt cho một con đường tại  quận Hải Châu, Đà Nẵng. 